# Pittsburgh
Pittsburgh (IPA: [ˈpɪtsbɜːrɡ]) Pennsylvania állam második legnagyobb városa, valamint Allegheny megye fővárosa. Becsült lakossága 2013-ban 305 841; elővárosaival együtt 2 659 937 fő volt, ezzel a 20. legnagyobb településnek számít az Amerikai Egyesült Államokban. Az „Acél Városának" nevezik, mivel 300-nál is több vas- és acélipari vállalatnak ad otthont, emellett a „Hidak Városaként” is szokták említeni a városban található 446 híd miatt.

Pittsburgh szomszédságai

## Népesség
| Lakosok száma | 305 704 | 305 841 | 301 048 | 302 971 |
|               | 2010    | 2013    | 2018    | 2020    |

## Sportélete
| Csapat              | Sport            | Bajnokság                | Aréna            |
| ------------------- | ---------------- | ------------------------ | ---------------- |
| Pittsburgh Pirates  | baseball         | Major League Baseball    | PNC Park         |
| Pittsburgh Steelers | amerikai futball | National Football League | Acrisure Stadium |
| Pittsburgh Penguins | jégkorong        | National Hockey League   | PPG Paints Arena |